# Ricardo Maduro
Ricardo Rodolfo Maduro Joest (Panamá, 20 de abril de 1946) é um político e empresário hondurenho. Foi presidente de Honduras de 2002 a 2006 e presidente do Banco Central de Honduras. Maduro formou-se na The Lawrenceville School (onde recebeu a Medalha Lawrenceville, o maior prémio de Lawrenceville para ex-alunos) e mais tarde na Universidade de Stanford. Foi eleito presidente do seu país, representando o Partido Nacional de Honduras (PNH), sendo o 6.º presidente constitucional da República de Honduras desde a constituição de 1982, entre 27 de janeiro de 2002 e 27 de janeiro de 2006.
Durante o seu gocerno combateu com resultados duvidosos a violência de gangues juvenis e obteve êxitos visíveis na estabilização da economia e na redução da dívida externa, mas deixou por resolver o problema da extrema pobreza. Fez com que Honduras aderisse ao CAFTA e enviou tropas para o Iraque.
Ricardo Maduro é membro da família Levy-Maduro cujas raízes passam por Portugal, Países Baixos e Antilhas Neerlandesas.